# Cyanopterus montanensis
Cyanopterus montanensis är en stekelart som först beskrevs av William Harris Ashmead 1889.  Cyanopterus montanensis ingår i släktet Cyanopterus och familjen bracksteklar. Inga underarter finns listade i Catalogue of Life.